# ガイウス・クラウディウス・ネロ
ガイウス・クラウディウス・ネロ（ラテン語: Gaius Claudius Nero）は、共和政ローマの政治家、軍人。メタウルスの戦いで勝利した紀元前207年の執政官で、後にケンソルも務めた。

## 経歴

### マルケッルスの下で
紀元前214年、ネロはその年の執政官マルケッルスの下で働き、ハンニバルがネアポリスからノラへ接近するとこれを迎え撃った（ノラの戦い (紀元前214年)）。騎兵を任されたネロは、夜のうちに敵の後背へ回り込み、戦闘開始と同時に後方から突っ込むよう命じられたが、ネロは指示通りに動くことが出来なかった。勝ちはしたものの予想通りの展開とならず、夕方になって帰ってきたネロに対し、激怒したマルケッルスは「今度こそカンナエの二の舞を食らわせるはずだったのに、失敗したのは貴様のせいだ」とまで言い放ったという。

### プラエトル
紀元前212年、プラエトルに選出されたネロはスエッスラ（現アチェッラの一部）にいたが、カプアを包囲せんとしていた執政官プルケルに召集され、第二次カプア包囲戦に参加した。
カプアは翌年になって落ち、ネロはヒスパニアに派遣されることが決定され、13000の兵を与えられてプテオリを出航、タッラコに上陸した。スキピオ配下の兵と合流した彼はハスドルバルにを隘地に封じ込めることに成功し、ハスドルバルは逃亡を許されるならヒスパニアからの全面撤退を行うと伝えてきた。ネロはこれに応じ、毎日のように交渉が続けられたが、その裏で兵を脱出させていたハスドルバルは宗教上の禁忌を理由に交渉休止の日を設け、その間に脱出してしまった。敵陣がもぬけの殻となったことを知ったネロは慌てて追撃したが間に合わなかった。
その後ネロはタッラコでスキピオと合流し、彼の配下のシラヌスに軍を引き継いだ。

### マルケッルス再び
紀元前209年、ネロは再びマルケッルスの配下となり、カヌシウムの戦いに参加した。中央に陣取るマルケッルスの両翼をレントゥルスと担った。ハンニバルは戦象を投入し混乱を引き起こそうとしたが、トリブヌス・ミリトゥムのフラウスが戦旗を掲げて果敢に前進し、槍で象を攻撃させたため、逆に混乱した象がカルタゴ軍に突っ込み、ローマが勝利した。

### 執政官
紀元前207年、ネロは執政官に就任する。同僚はリウィウスであった。リウィウスは以前、執政官を務めていたが、退任後に弾劾され有罪となり、それ以来田舎にこもっていた。この頃にはネロの実力は知られるようになり、執政官として十分と見なされてはいたが、老練なハンニバル相手にはサポート役が必要だった。それでリウィウスが適任とされたのだが、リウィウスは以前弾劾されたのはネロの告発によってであると思っていたため、彼らはいがみ合い、元老院が和解勧告を出すほどだった。ネロはブルッティウム（現カラブリア州）でハンニバルと対峙し、リウィウスはセナでハスドルバルに備えることとなった。
アルプスを越えたハスドルバルは、ハンニバルと合流するため密使を送った。しかしネロの軍に捕まり、その計画を知られることとなった。ネロはこちらも合流すべきだと考え、強行軍の手配をし、精鋭7000を選抜した。残された兵たちにはネロの不在を知られぬよう陽動作戦が与えられたが、ハスドルバルは以前ネロを手玉に取っており、更に指揮官の不在で不安に駆られた。ネロは「入念に準備を重ねて軍を召集したリウィウスの軍に、更に我々が加われば絶対に勝てる。作戦の成功はこの隠密行動にかかっている。市民の歓呼の声を思い浮かべてみるがいい。」と鼓舞した。残留する部隊から勝利のためにと物資を受け取ったネロはリウィウスの元へ急行した。
ネロは自分の到着を知られないためにリウィウスと連絡をとり、夜の到着を提案された。到着してすぐで部隊は疲れていたが、即刻攻撃を提言してメタウルスの戦いが開戦した。
ハスドルバルは戦象10頭を前面に押し立てたが、リウィウスは勇敢に戦っていた。右翼にいたネロは地形の影響で思ったように展開出来なかったため、後方で再編成し、敵の攻撃を受けていた左翼に回り込んだ。両軍とも必死に戦っていたが、ネロが戦象部隊を後方から急襲し、カルタゴ軍は崩れ象も全滅した。ハスドルバルはこの戦いで命を落とし、ローマ軍は大量の戦利品を獲た。
両執政官は共にローマに入城することを約束し、歓喜の声で迎えられた。凱旋式では、リウィウスの担当地でリウィウスの指揮権がある日の勝利だったため、彼が先頭のクアドリガに乗り、ネロは馬に乗って凱旋したが、ネロの功績は人々に広く知られていた。

### ケンソル
紀元前204年にマルクス・リウィウス・サリナトルと共にケンソルに就任する。高位政務官経験のない7名を元老院から除名し、ウェッルコススをプリンケプス・セナトゥスに指名した。新たに公共事業を契約し、塩税をかけることを決定した。価格を統制したローマ以外では、高値がつけられた。
エクィテス名簿の改訂にうつると、ネロは突然リウィウスの支給馬を没収するケンソルの譴責を告げた。それに対してリウィウスも、以前の告発と、元老院の勧告を無視したとしてネロの支給馬を没収した。ネロは更にリウィウスをアエラリウス（市民としての義務を剥奪された屈辱的な地位）に止めおく譴責を行った。リウィウスは、マエキア区を除く全トリブスに対し、以前彼を無実であるにも拘わらず有罪にし、更にその犯罪者を執政官やケンソルに選出したとして、アエラリイ（アエラリウスの複数形）に落とした。これをみた野心的な護民官の一人が、ケンソルを弾劾しようとしたが、悪い前例となることを恐れた元老院に妨害された。

### その後
紀元前201年、古代エジプトのプトレマイオス5世に対し、ハンニバルとカルタゴに勝利した報告と、多くの同盟国が裏切る中、最後まで友好関係を保ってくれた感謝を伝え、またマケドニアのピリッポス5世が野心を顕わにしていたため、これからも同盟関係を続けていくことを交渉する使節団が派遣された。ネロはレピドゥスやトゥディタヌスと共に選ばれている。
彼らは翌年アッタロス朝のアッタロス1世とアテネで会談し、対マケドニアで協調することを約束した。アッタロスはローマ、アテネ、ロドス島が共同してマケドニアに対抗すべきであると説き、支持を得た。更に使節団はその頃アッティカに侵入していたピリッポスの将軍ニカノルと会談し、ギリシャに手を出さないこと、アッタロスへの賠償に応じること、それらに応じなければ平和は望めないことを通達した。このことをギリシャの諸国に伝えながら、彼らはエジプトへ向かった。
アレクサンドリア（ポリュビオスによればロドス）でアビドス（現チャナッカレ近郊）がピリッポスに包囲されていることを知った使節団は、最年少のレピドゥスをピリッポスとの会談に向かわせた。ピリッポスは先に仕掛けてきたのはアッタロスとロドスであると主張したが、レピドゥスはその矛盾を鋭く突いた。ピリッポスは若きローマ人の大胆さに対し、平和を望んではいるが、そちらがそのつもりならこちらも準備は整っていると答えた。使節団は恐らく紀元前199年までに帰国した。